# ジョフロワ1世 (ナミュール伯)
ジョフロワ1世（フランス語：Geoffroi I, 1080年以前 - 1139年8月19日）は、ロタリンギア貴族。妻の権利によりポルシアン伯（在位：1097年 - 1139年）。また、ナミュール伯（在位：1102年 - 1139年）。ナミュール伯アルベール3世とラ・ロッシュ女子相続人イダ・フォン・ザクセン（ザクセン公ベルンハルト2世の娘）の長男。
1121年にフロレフェ修道院を創建し、ジョフロワ自身もそこに葬られた。

## 結婚と子女
1087年にシャトー＝ポルシアン伯ロジェとエルマンガルドの娘シビーユと結婚し、2女をもうけた。
- エリザベート - ルテル伯ジェルヴェと結婚、のちクラレンボー・ド・ロゾワと結婚
- フランドリーヌ - ユーグ・デピノワと結婚

1105年、シビーユが愛人アンゲラン1世・ド・クシーとの子を身ごもったため、ジョフロワとシビーユは離婚した。
1109年、ジョフロワはルクセンブルク伯コンラート1世とクレマンス・ダキテーヌの娘エルメジンデと結婚した。エルメジンデはダグスブルク伯アルベルト1世・フォン・エギスハイムの未亡人であった。2人の間には以下の子女が生まれた。
- アルベルト（1127年ごろ没）[2]
- ハインリヒ4世（1112年ごろ - 1196年）[2] - ルクセンブルク伯（1136年 - 1196年）、ナミュール伯（1139年 - 1189年）
- クレメンティア（1158年12月28日没） - 1130年ごろにツェーリンゲン公コンラート1世と結婚[2]
- ベアトリクス（1115年ごろ - 1160年） - ルテル伯イティエと結婚[2]
- アーデルハイト（アリス）（1124年 - 1169年7月） - 1130年ごろにエノー伯ボードゥアン4世と結婚[2]

神聖ローマ皇帝フリードリヒ1世はエルメジンデをルクセンブルク伯領の相続人に決定した。ルクセンブルク伯領はジョフロワとエルメジンデの息子ハインリヒ4世が継承した。